# Fulakora agostii
Fulakora agostii es una especie de hormiga del género Fulakora, familia Formicidae. Fue descrita científicamente por Lacau & Delabie en 2002.

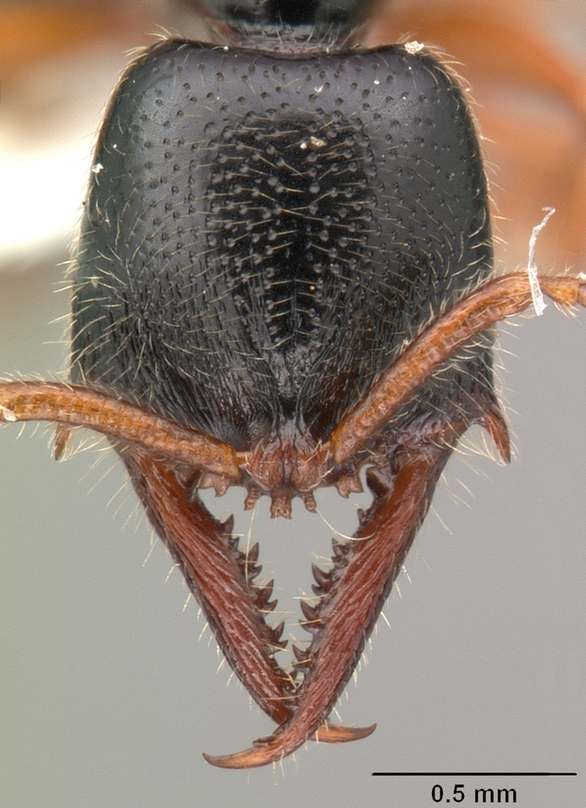
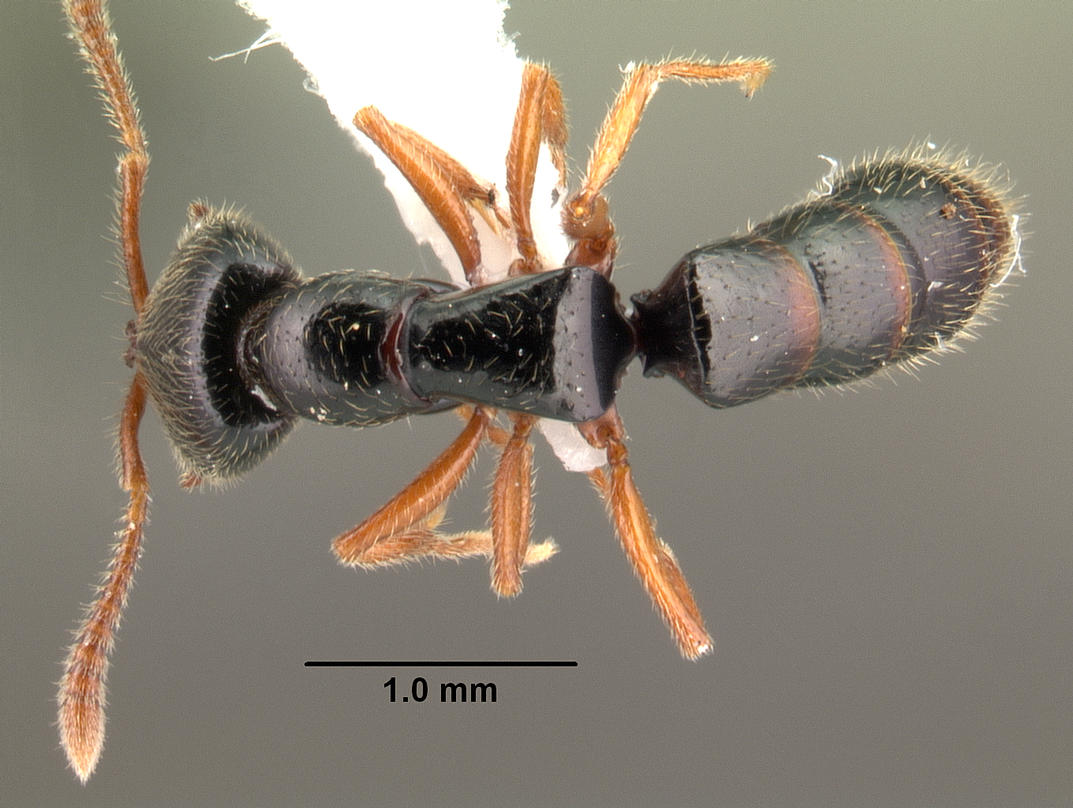
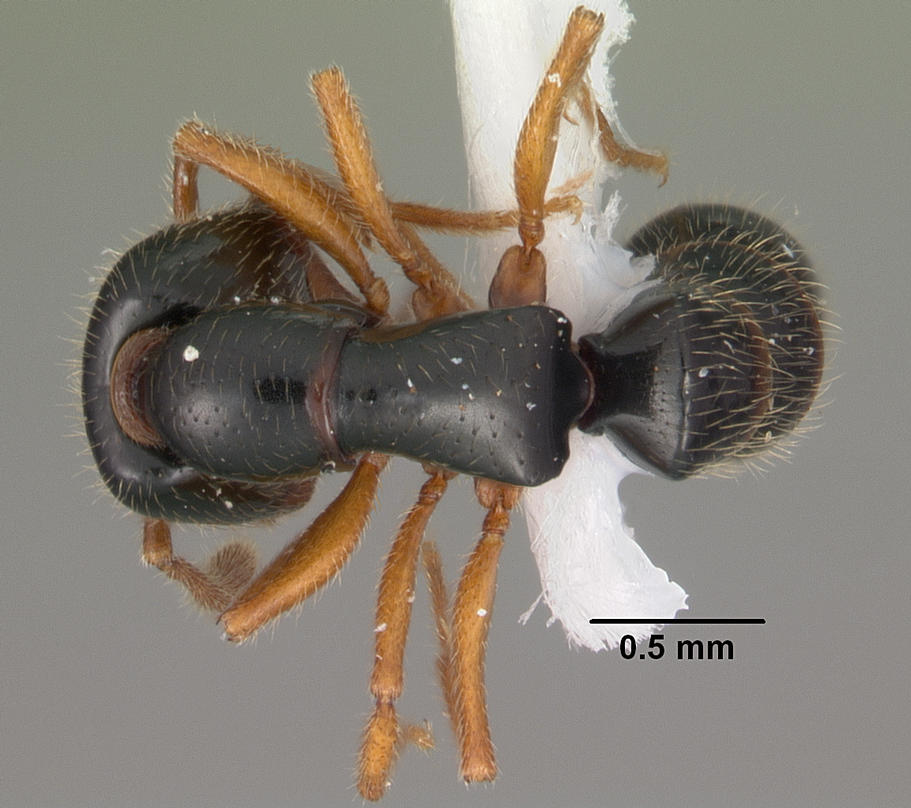

Se distribuye por Brasil.